# Vyšné Ružbachy
Vyšné Ružbachy (bis 1927 slowakisch auch „Družbachy“; deutsch Oberrauschenbach, ungarisch Felsőzúgó – bis 1902 Felsőrusbach) ist eine Gemeinde in der Nordostslowakei. Sie liegt unter dem Zipser-Magura-Gebirge, etwa 13 Kilometer von Stará Ľubovňa und 43 Kilometer von Poprad entfernt.

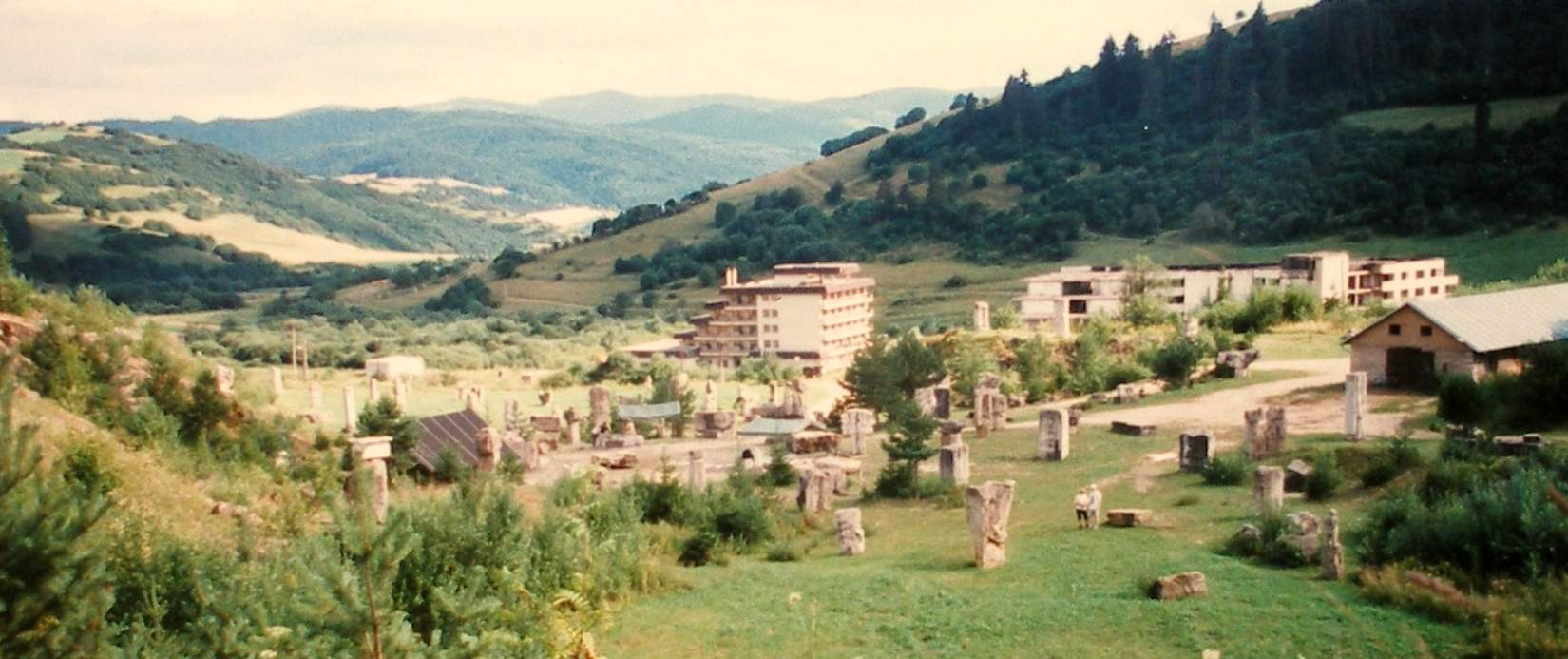
Travertinsteinbruch bei Vyšné Ružbachy

Der Ort wurde 1329 zum ersten Mal als Nova Rusunbach erwähnt. Heute ist sie ein Kurort mit Mineralquellen und im Winter ein Skizentrum.
Neben dem eigentlichen Ort gehört auch noch der Kurort Ružbachy-kúpele zur Gemeinde.

## Bevölkerung
| Jahr                | 1994 | 2004     | 2014    | 2024    |
| ------------------- | ---- | -------- | ------- | ------- |
| Anzahl der Personen | 1164 | 1296     | 1403    | 1443    |
| Unterschied         |      | +11,34 % | +8,25 % | +2,85 % |

| Jahr                | 2023 | 2024    |
| ------------------- | ---- | ------- |
| Anzahl der Personen | 1420 | 1443    |
| Unterschied         |      | +1,61 % |